# Юрій Коріятович
Юрій Коріятович (нар. ? — пом. близько 1375, Васлуй) — подільський князь, короткочасно молдовський господар. Представник роду Коріятовичів.

## Життєпис
Вважається найстаршим сином князя Коріята Гедиміновича.
Столицю мав у місті Смотричі, в 1374 р. збудував місто-фортецю Кам'янець, разом з братом Олександром Покровську замкову церкву, надав йому магдебурзьке право. Був одружений з донькою Лацька Молдовського — внучкою першого молдовського господаря Богдана I.
До 1374 був запрошений на князювання до Молдови, збудував столицю в Сучаві. 3 липня 1374 р. Юрій Коріятович видав в Берладі грамоту, на якій він вказаний, як правитель Молдовської землі. Вказаний в Молдовському літописі як засновник грецької православної Митрополії в місті Сучаві з юрисдикцією в Охриді; до того часу молдовська церква була залежною від Галицької митрополії (до 1371 р. єпископства). Також перший молдовський митрополит був з Охриду.
Помер в монастирі Василів (Васильків), де також був похований[джерело?]. У 1575 р. там ще була його могила. В наш час ніякі дослідження не проводились. 

## Ототожнення з Югою Безногим
В історичних джерелах має місце плутанина між господарем Молдавії у 1399—1400 роках Югою Безногим та подільським князем Юрієм Коріятовичем, який також був господарем Молдавії у 1374 році. Плутанина виникла через те, що Юга — це адаптований у румунській місцевості варіант руського імені Юрій. Крім того, Юга міг бути охрещений на честь Юрія Коріятовича, оскільки його мати Анастасія була княгинею литовського походження.

## Нащадки
- Анна — княгиня подільська (пом. 2 листопада 1418) — була дружиною молдовського господара Олександра Доброго. Від цього шлюбу було 3 дітей:

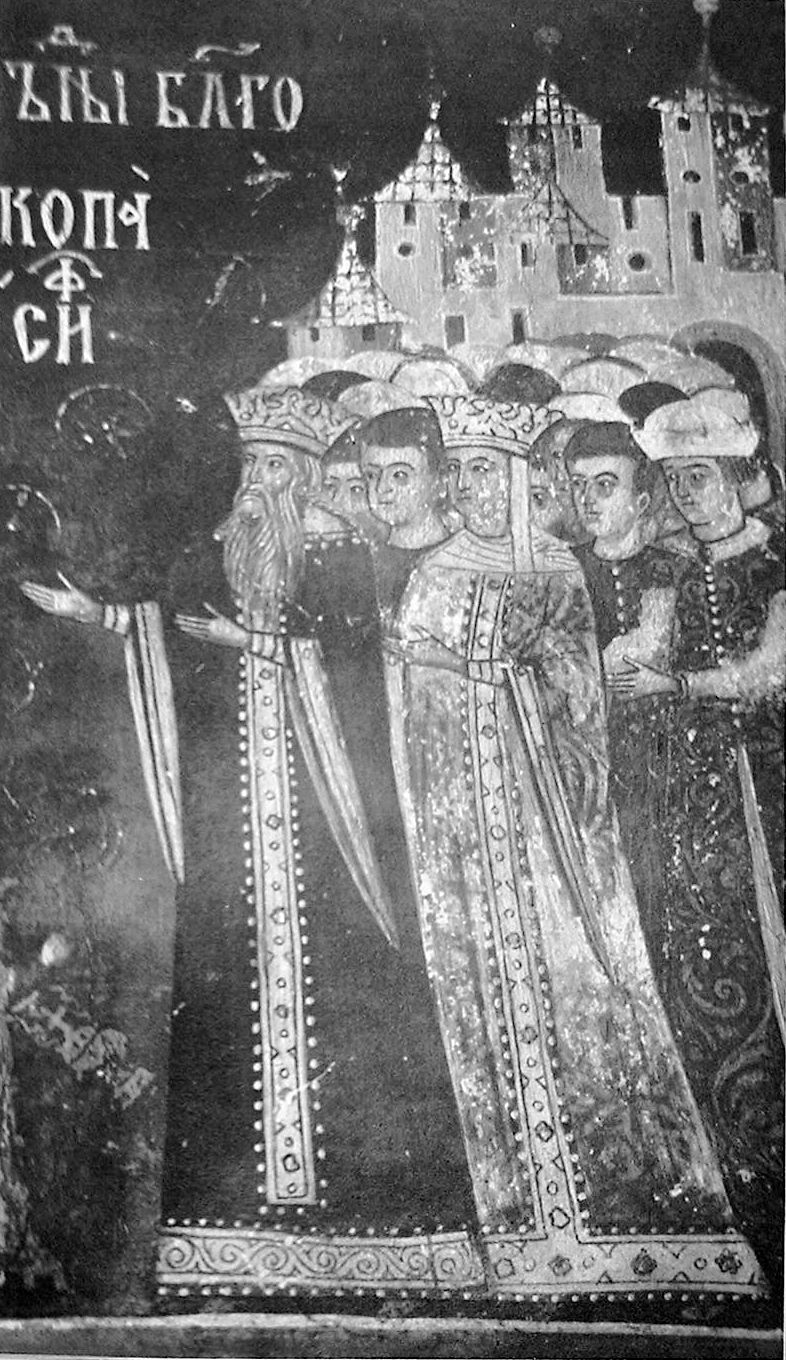
Олександр Добрий та Анна Княгиня Подільська (Сучавський монастир)
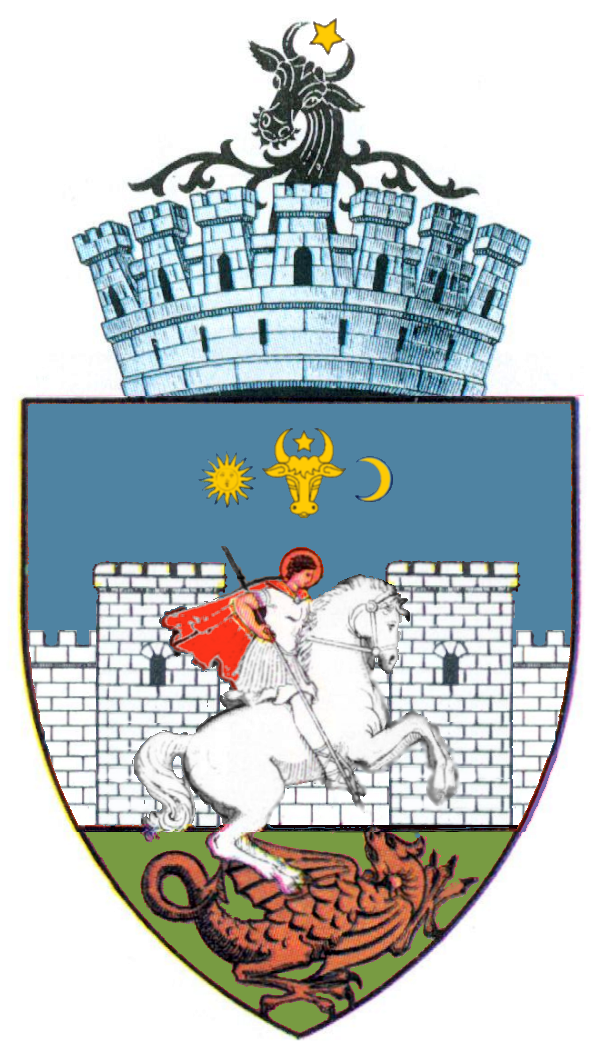
Сучава
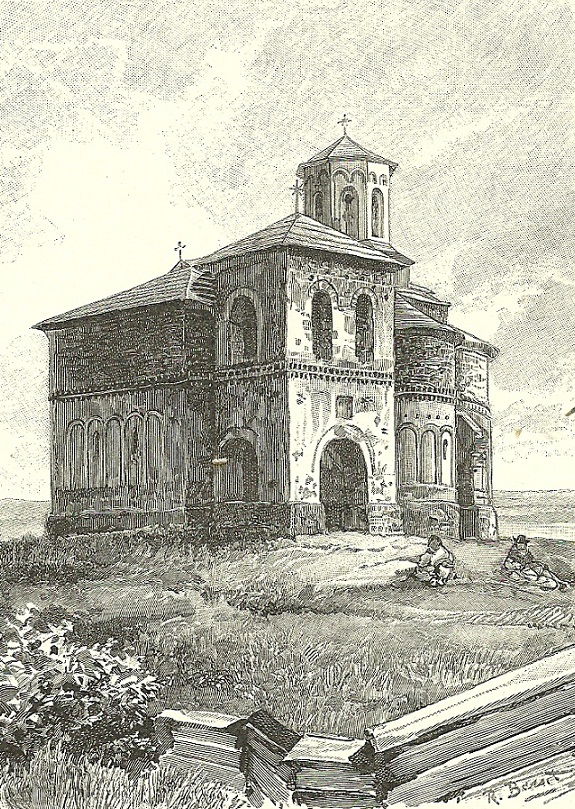
Церква Св. Георгія в Сучаві
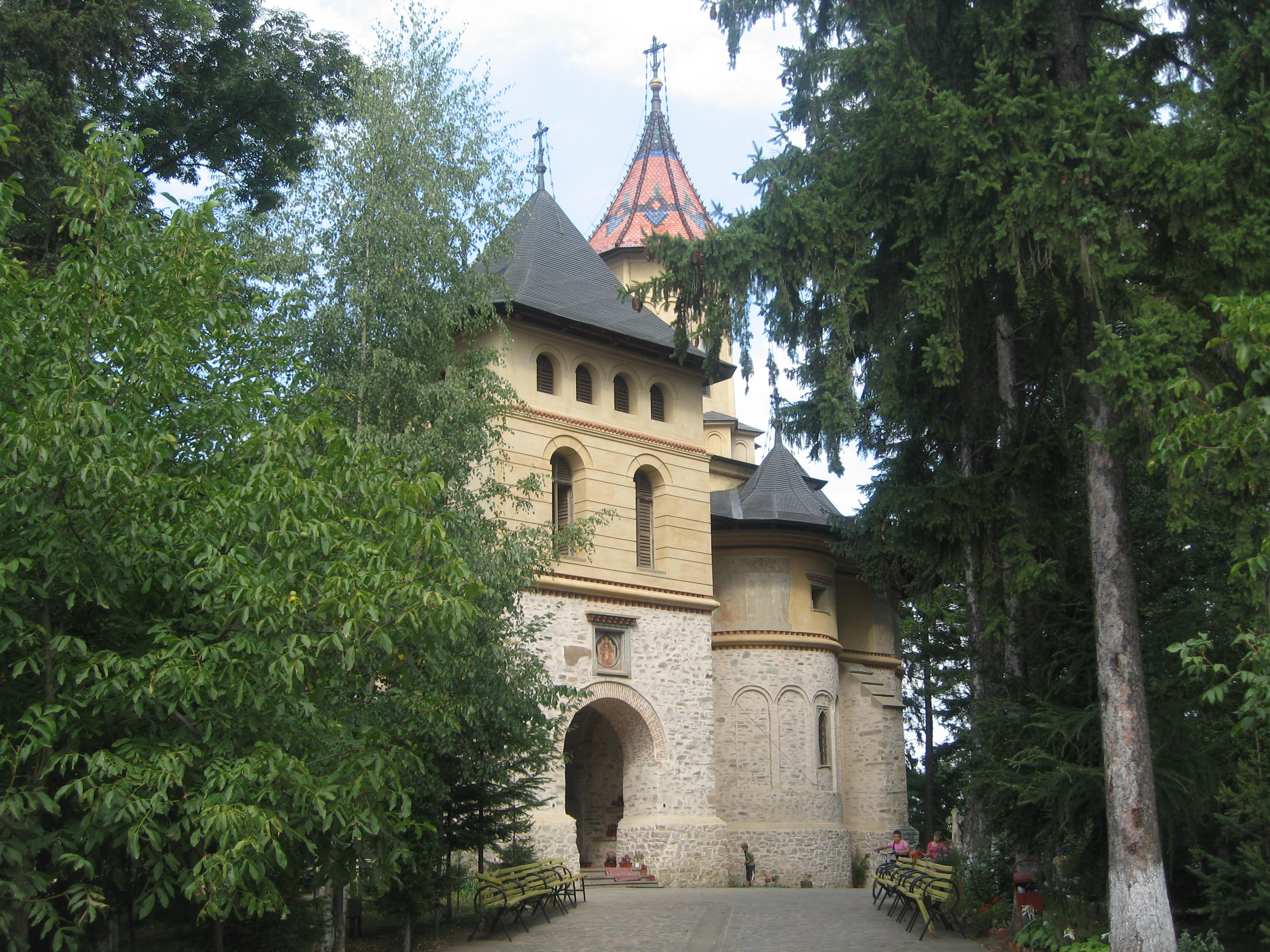
Церква Св. Георгія в Сучаві (реставрована)
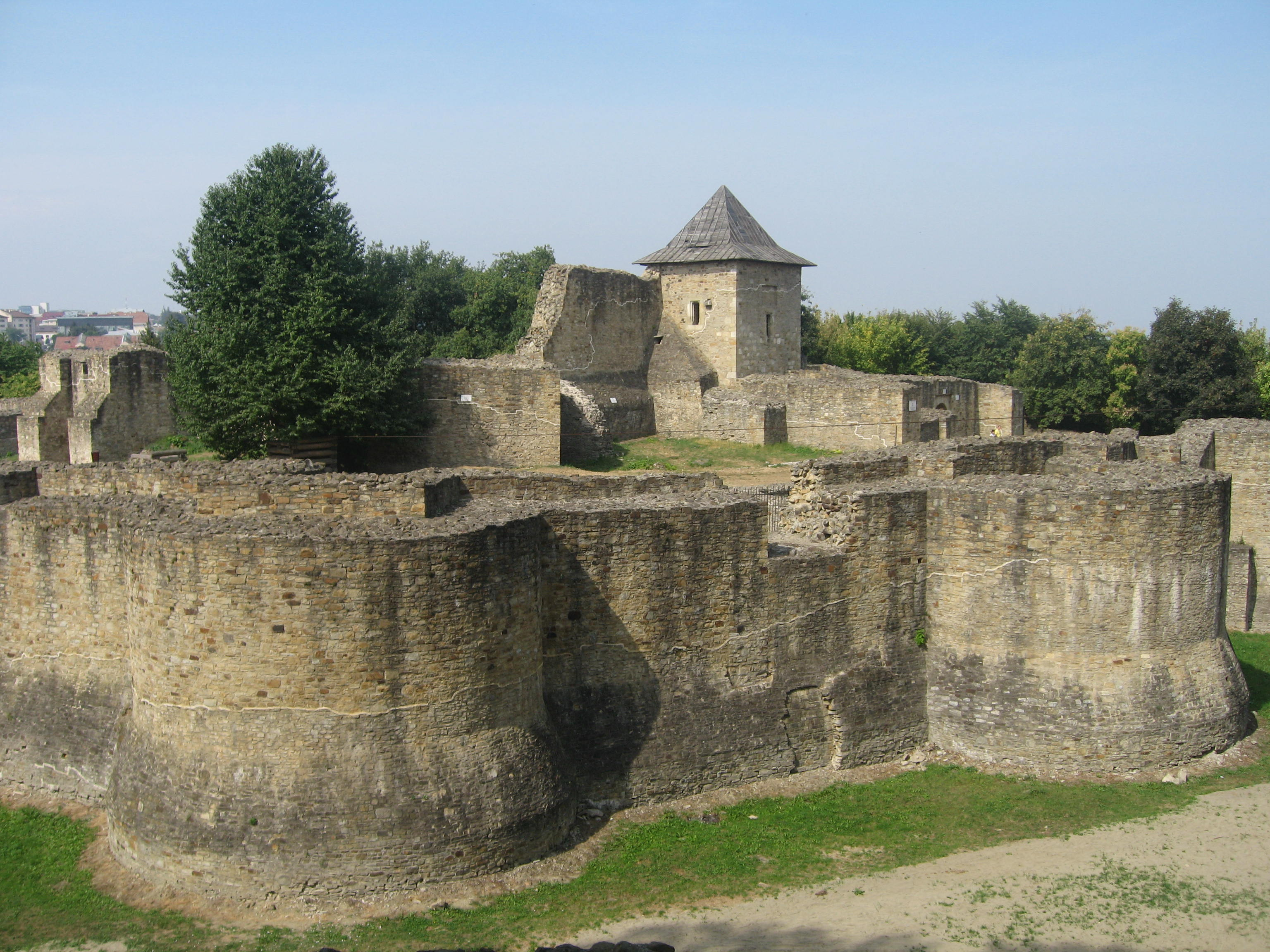
Руїни княжого замку в Сучаві
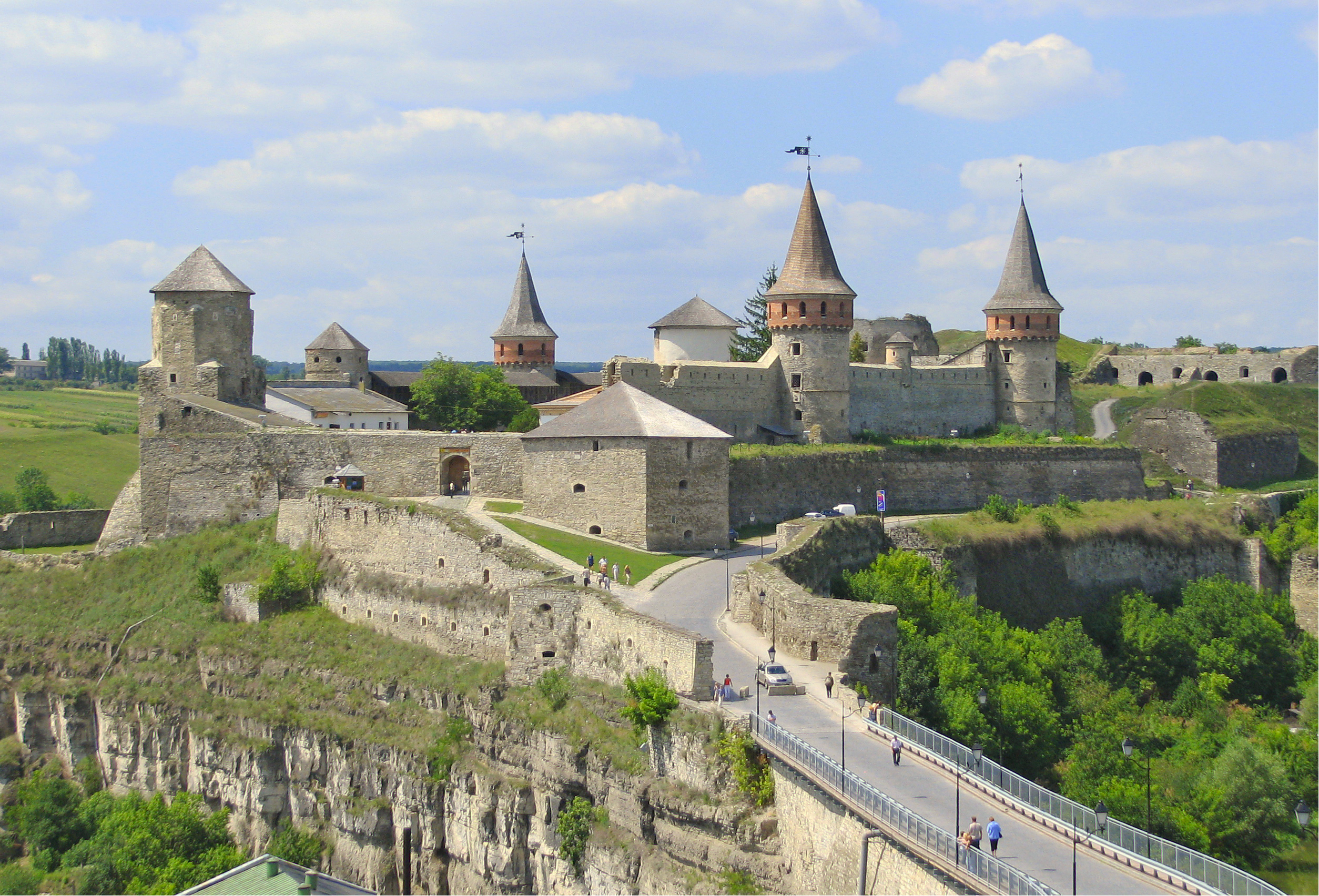
Кам'янець-Подільський

## Ресурси з мережі
- Коріятовичі // сайт Інституту історії НАН України
- Княжий замок в Сучаві
- Iuga Ologul (фр.).

| Попередник Федір Дмитрович |  | Князь подільський 1363-1374 разом з братами |  | Наступник Федір Коріятович |

| Попередник Стефан I Мушат |  | Господар Молдовського князівства 1374 1399-1400 |  | Наступник Петру I Олександр Добрий |